# Ahueccaniae
Die Ahueccaniae oder Ahveccaniae sind möglicherweise Matronen, jedoch durch die Überlieferungsumstände nicht zweifelsfrei als solche identifizierbar. Sie sind durch eine Weihinschrift eines Votivsteins aus dem Jahr 201 n. Chr. aus Gleuel bei Köln belegt.

## Auffindung und Inschrift
Der aus roten Sandstein gefertigte Votivstein (70,5 × 53 cm) wurde 1893 bei Abbrucharbeiten des Vorgängerbaus der heutigen Kirche St. Dionysus gefunden, eingebaut als Basis des Hochaltars. Der Sockel ist umlaufend und über der Inschriftentafel ist der Aufbau (Nische mit den Götterfiguren, beziehungsweise Abbildern) abgebrochen, lediglich Spuren des Ansatzes einer Ädikula weisen auf die einstige Ausführung hin. Die Inschrift ist siebenzeilig in der üblichen Capitalis klar lesbar ausgelegt, wobei die Typen des Namens der Ahueccaniae in der Höhe hervorstehend sind. Das eingehende „A“ der ersten Zeile ist nach Materialabbruch durch den Ansatz der rechten Schräghaste erkennbar.

„Ahueccanis / Avehae et Hellivesae / Sexti Val(erius) Peregrin(us) / et Val(erius) Felicio fratres / ex reditu ipsarum / l(ibentes) p(osuerunt) / Muciano et Fabiano co(n)s(ulibus)“

Durch die Nennung der Konsuln L. Annius Fabianus und M. Nonius Arrius Mucianus ist die Her- und Aufstellung des Steins zeitlich exakt taxierbar.
Neben den Ahueccaniae werden die Göttinnen Aveha und die Hellivesa genannt, bei denen Rudolf Simek die Frage, ob diese separate Göttinnen sind oder als Begleiter der Ahueccaniae gelten offen. Hans Lehner lass und deutete die erste Zeile dahin, dass die beiden Göttinnen als Zweiheit durch den Namen Ahueccaniae zusammengefasst wurden. Siegfried Gutenbrunner und Theo Vennemann sehen in der inschriftlichen Form Ahueccanis (Dativ Plural) ein Komposit eines Matronennamens vorliegen. Durch das Fehlen des Gattungsnamens resp. Matronae, Matronis lassen sich die Ahueccaniae jedoch nicht klar als Matronen deuten. Des Weiteren stehen sie inschriftlich in Kontext mit den beiden anderen Gottheiten, und die Formel „ex reditu ipsarum“ („aus ihren Einkünften“) zeigt, dass sie vermutlich in einem gemeinsamen Tempel verehrt wurden. B. H. Stolte merkt zur Formel an, dass Singular ex reditus im Zusammenhang nicht korrektes Latein ist und tatsächlich den „Ertrag einer Sache“ bedeutet, korrekt wäre der Plural ex reditibus, was die Einkünfte einer Person bedeutet. Er sieht hierin eine Beeinflussung durch die Weiheformeln der Offenbarungs-Inschriften (ex imperio u. a.). Die als solitäre Göttin gesehene Avehae zeigt ein Matronennamen-Suffix -ehae.

## Beiname und Deutung
Der (Bei)Name Ahueccaniae lässt sich nach Gutenbrunner, Neumann und Vennemann (siehe auch Simek) im ersten Glied Ahu- ans Germanische anbinden und ist besonders mit Formen von Matronenbeinamen wie beispielsweise den Ahinehiae verwandt, deren Stammwort, wie hier, aus germanisch *aχwō = „Wasser, Fluss“ ableitbar ist und zu althochdeutsch Aha = „Fluss“ stellbar ist. Das zweite, unklar deutbare Glied -eccaniae betreffend, hat Venneman bei seiner Untersuchung versucht, es an regionale Orts- und Flussnamen um den Fundort des Votivsteins zu binden. Gutenbrunner konstruierte ableitend ein -veccaniae und stellte es zu altenglisch wiccan = „zaubern“ und zu mittelhochdeutsch wicken = „wahrsagen“ und schlug ferner eine germanische Vollform *Ahwikkaniōz vor, mit der Bedeutung von „im Wasser lebende Zauberinnen“ oder konziser als „zauberkundige Wasserfrauen“. Jan de Vries lehnt Gutenbrunners Vorschlag brüsk als „etymologische Spielerei“ ab. Wie bei den meisten Matronenbeinamen und den ihnen verwandten Formen liegt durch das Erstglied sicher aussagbar ein topischer Bezug vor. Neumann sortiert die Gottheiten mit germanischen Namen unter dem Vorbehalt der unklaren Beweislage einer gesonderten, den Matronen ähnlichen Gruppe einheimischer Göttinnen der Niederrhein-Region zu, die inschriftlich die Plural-Endung auf -ae zeigen.